# بیلسک پودلاسکی
بیلسک پودلاسکی (به لهستانی:  Bielsk Podlaski) یک منطقهٔ مسکونی در لهستان است که در شهرستان بیلسک واقع شده‌است. بیلسک پودلاسکی ۲۶٫۸۸ کیلومتر مربع مساحت و ۲۶٬۵۷۷ نفر جمعیت دارد.

## نگارخانه

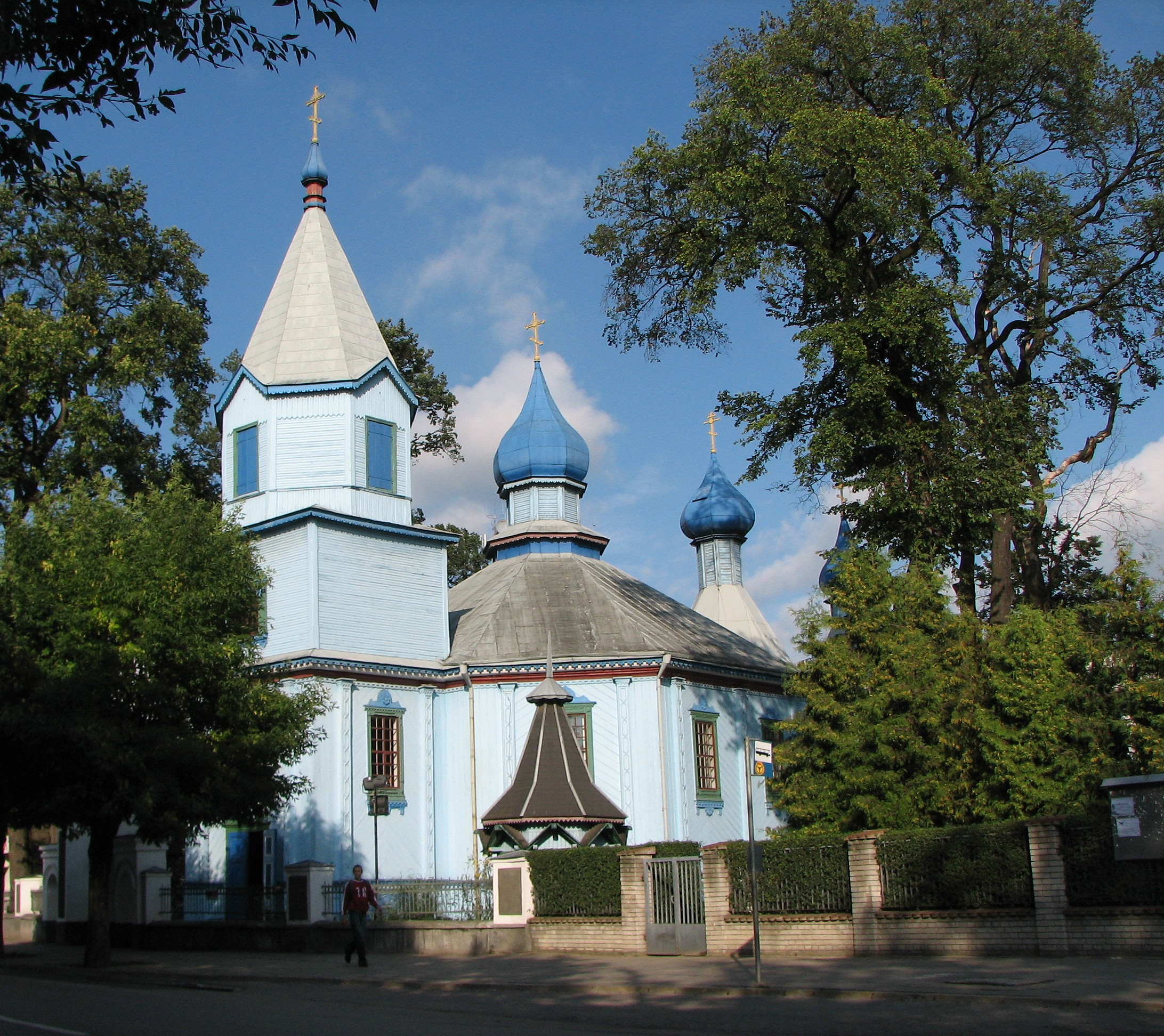
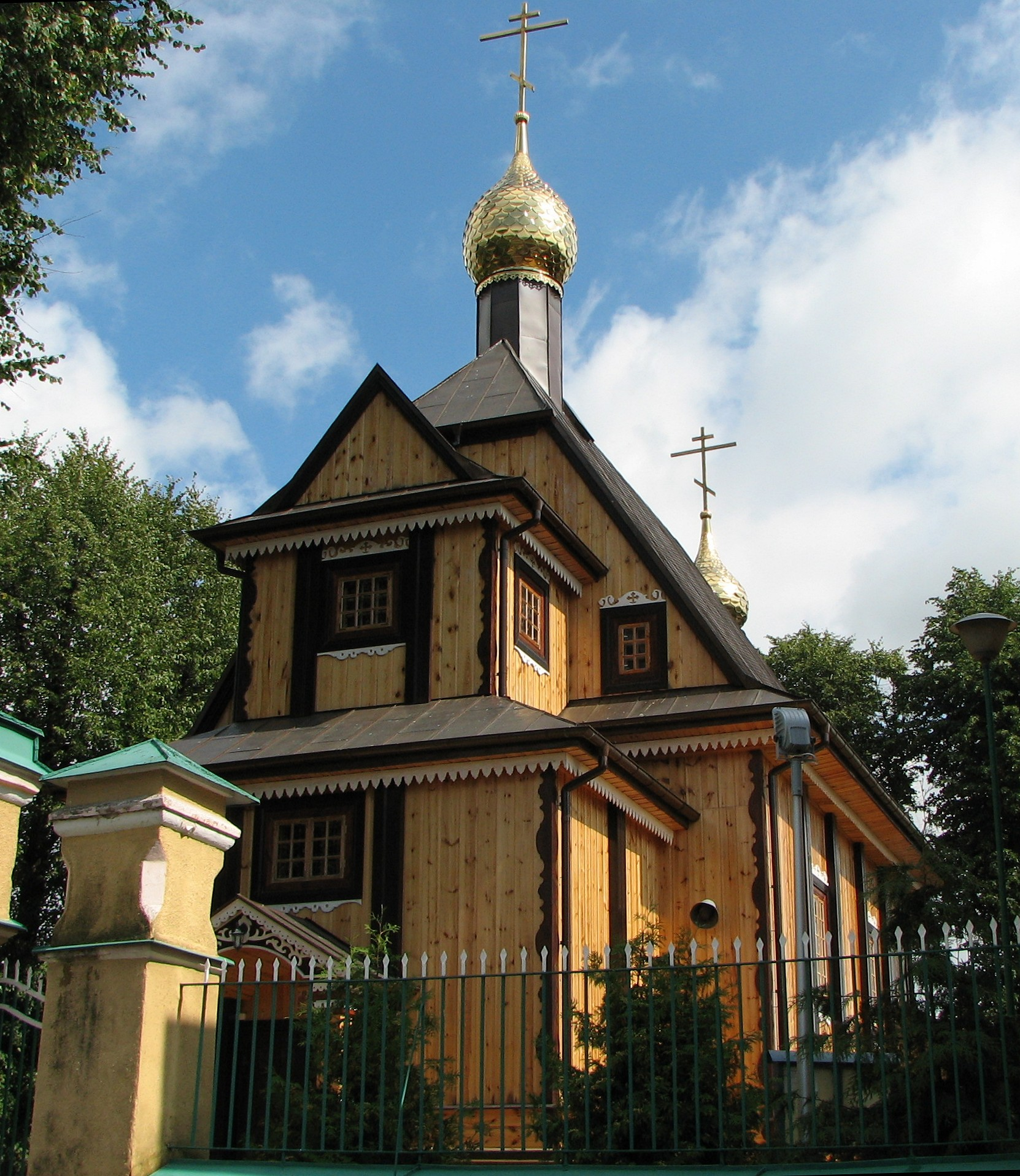
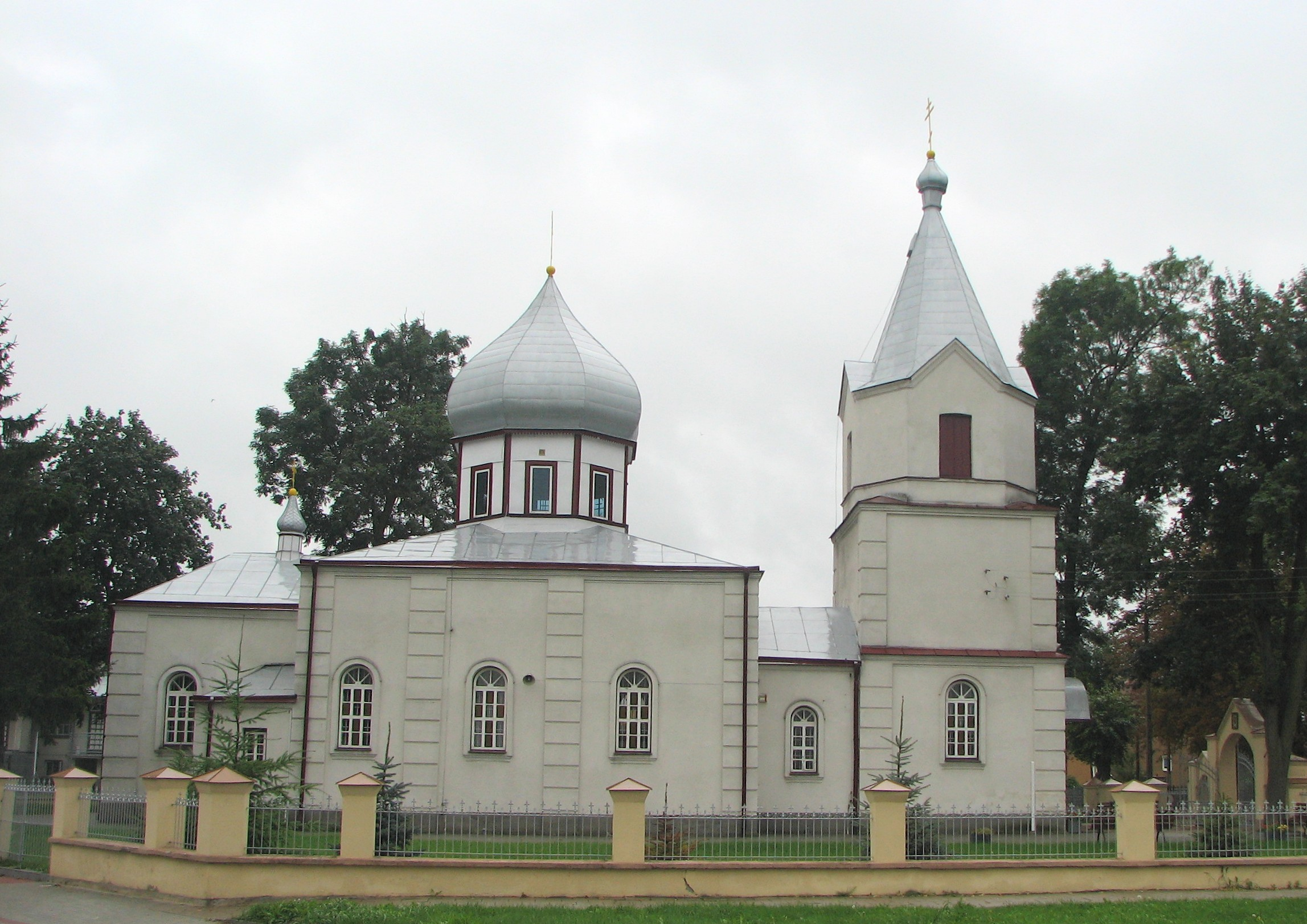
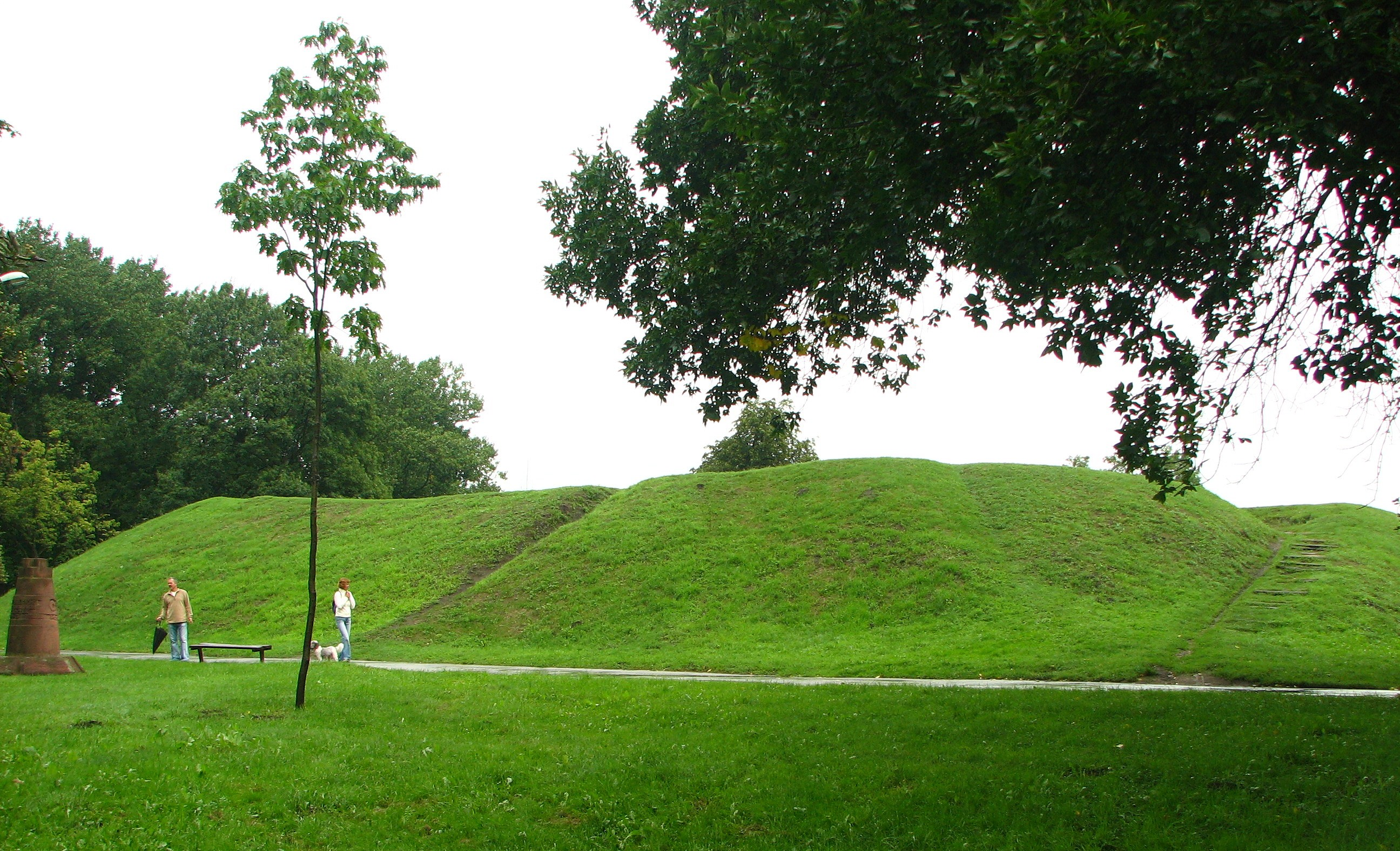
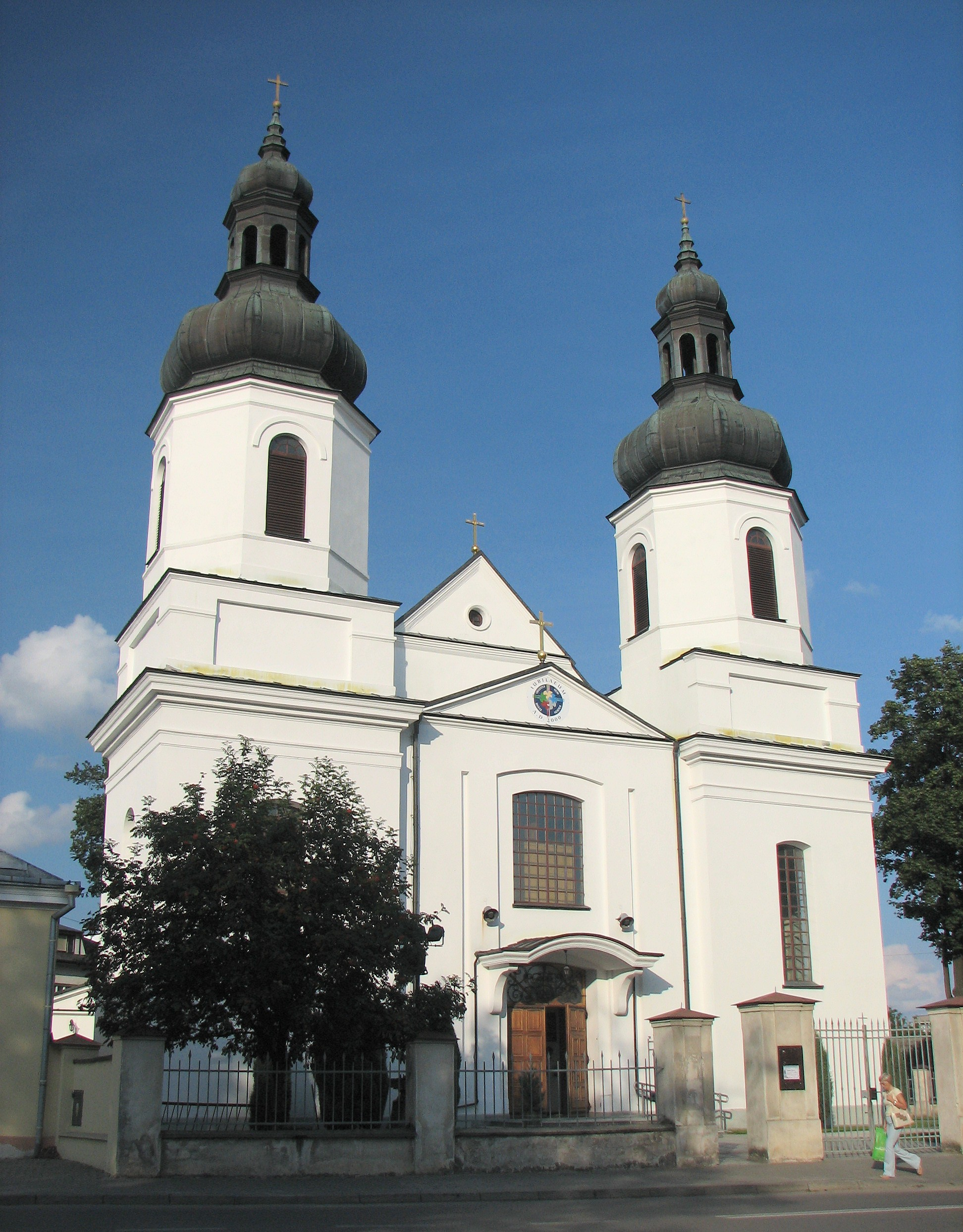
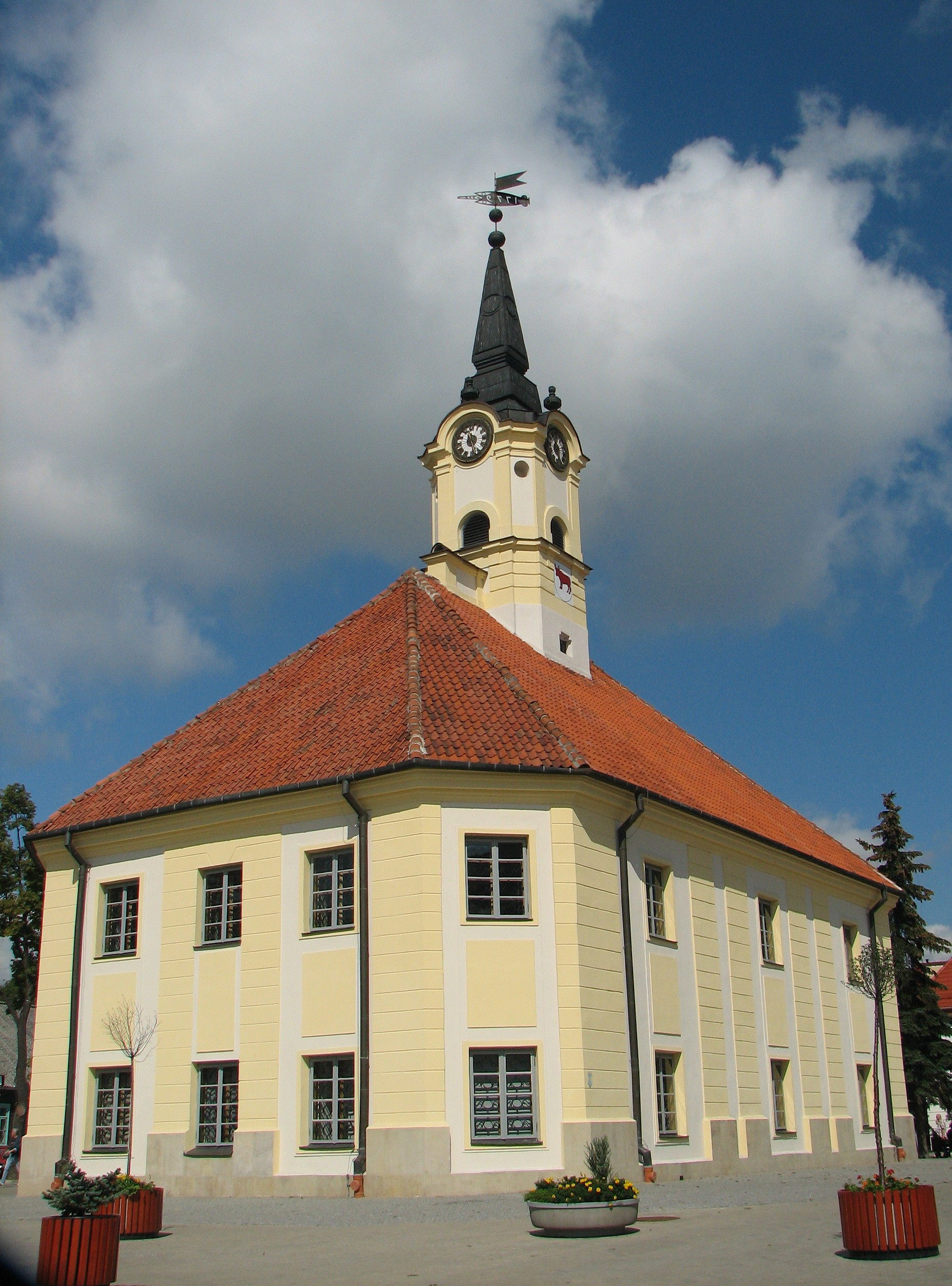
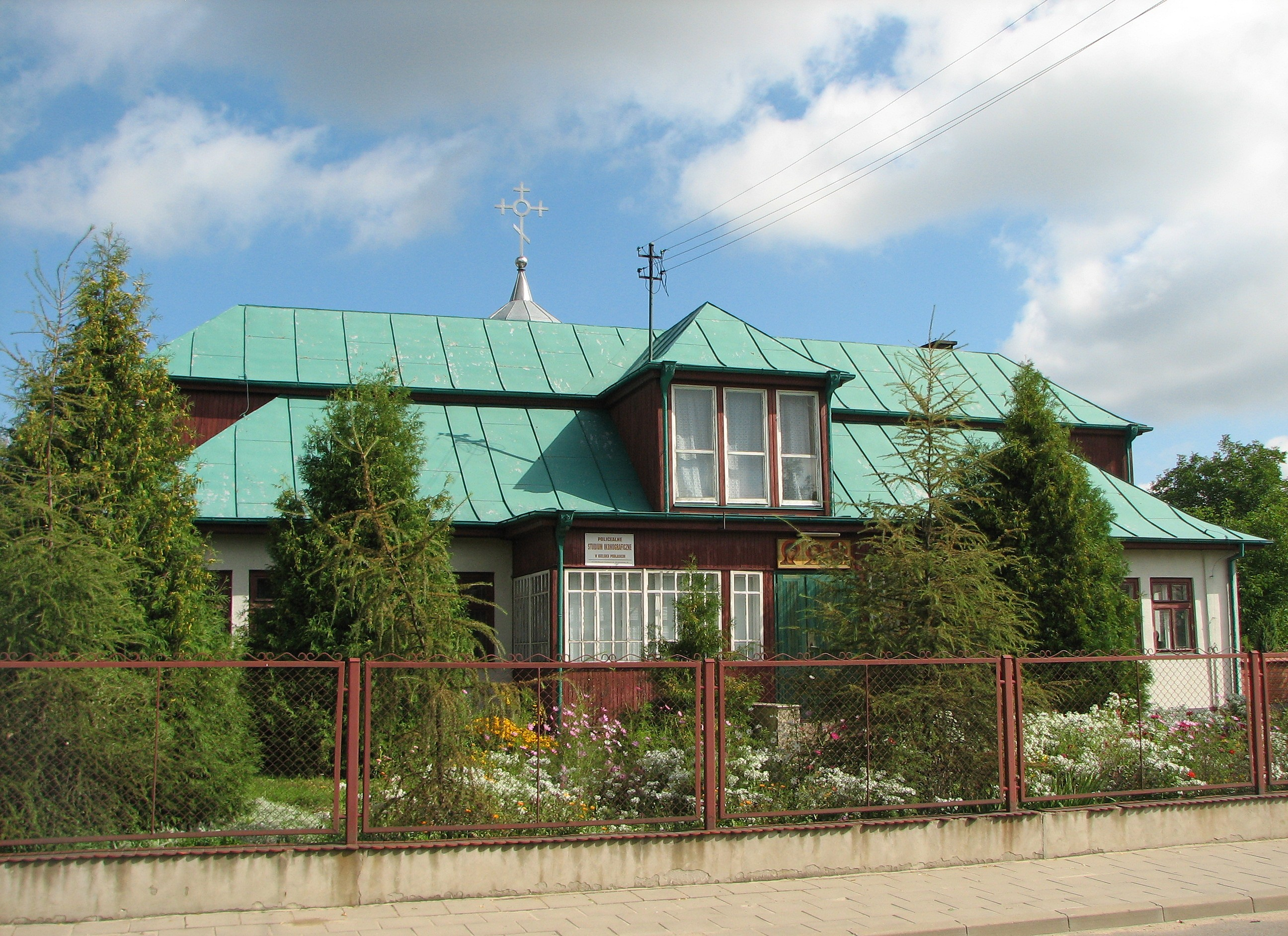
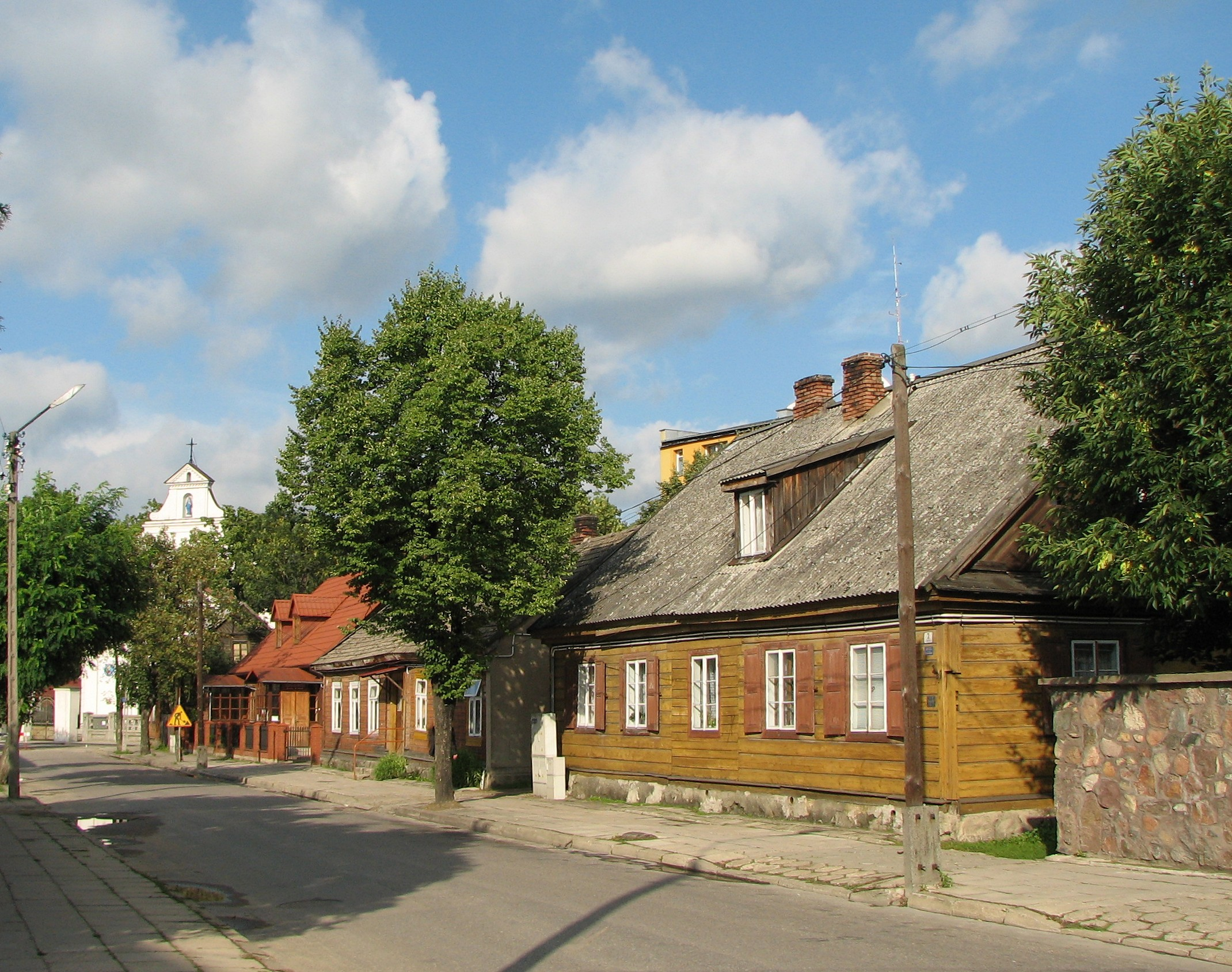
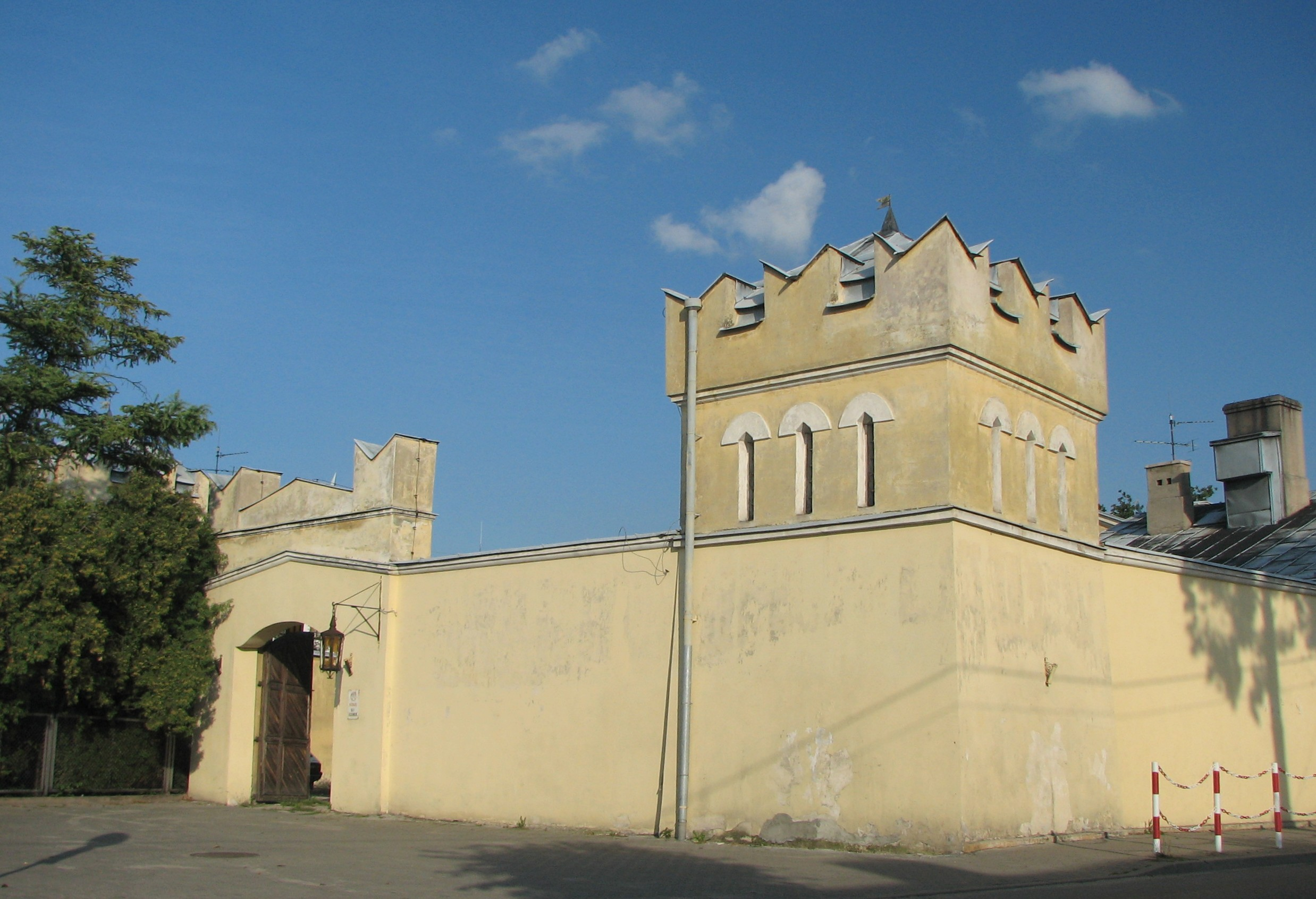
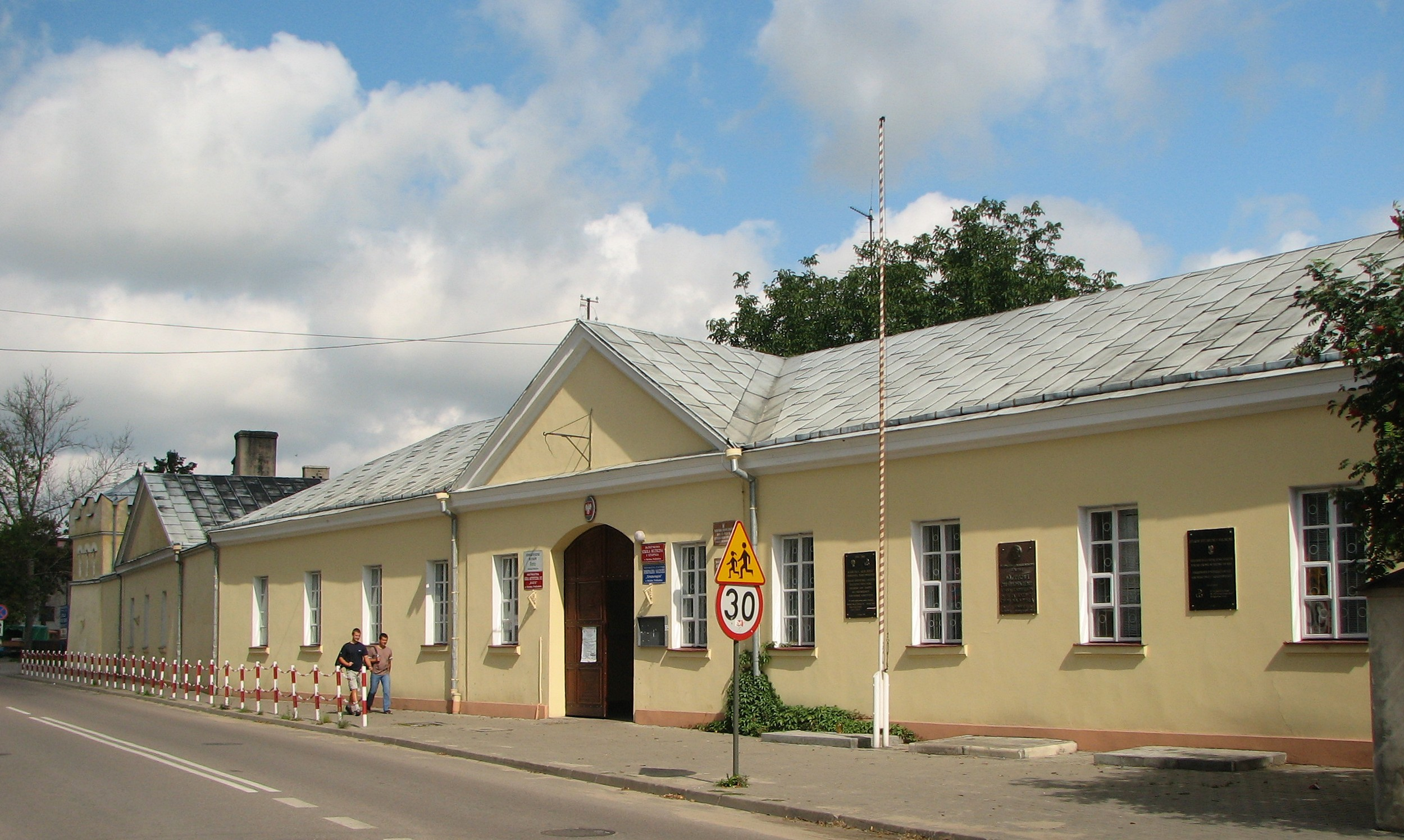